# Reichertshofen
Reichertshofen là một đô thị ở huyện Pfaffenhofen bang Bayern thuộc nước Đức.